# Oncidium uhlii
Oncidium uhlii là một loài thực vật có hoa trong họ Lan. Loài này được (Chiron & V.P.Castro) Königer mô tả khoa học đầu tiên năm 2008.